# Батмангхелідж Фірейдон
Фірейдон Батмангхелідж (англ. Fereydoon Batmanghelidj; *1931 — †2004) — відомий за книгами Ваше тіло просить води, Ви не хворі, у вас спрага та інших, а також з його робіт, що стосуються здоров'я та благополуччя.
Закінчив навчання в медичній школі лікарні святої Марії при Лондонському університеті, де був одним із студентів Александера Флемінга.
Після завершення медичної практики в Англії доктор Батмангхелідж повернувся в Іран. Брав участь у будівництві сімейного благодійного медичного центру, найкрупнішого медичного комплексу в Ірані, на гроші своєї сім'ї.
У 1979 році, коли спалахнула іранська революція, він був відправлений до в'язниці Евін. Звинувачення проти нього були сфабриковані, і його повинні були стратити. Однак, тюремники усвідомили, що він може бути корисний як лікар серед ув'язнених, страту скасували.
У в'язниці доктор Батмангхелідж зробив відкриття лікувальних властивостей простої води. За час свого ув'язнення (31 місяць), доктор Батмангхелідж вилікував понад 3000 хворих на виразку шлунка та дванадцятипалої кишки простою водою. За свої заслуги у в'язниці, доктора звільнили достроково і зняли всі обвинувачення.
У 1983 році в Америці його зусиллями був заснований фонд «За простоту в медицині».
Помер 15 листопада 2004 року в штаті Вірджинія, США від ускладнень після запалення легенів.

## Книжки
- Фірейдон Батмангхелідж, Ваше тіло просить води (1992); Your Body’s Many Cries for Water, Global Health Solutions, ISBN 0-9629942-3-5
- Фірейдон Батмангхелідж, Як лікувати болю в спині й ревматичні болі в суглобах (1991); How to Deal with Back Pain & Rheumatoid Joint Pain, Global Health Solutions; ISBN 0-9629942-0-0
- Фірейдон Батмангхелідж, Water: Rx for A Healthier, Pain-free Life (1997); Global Health Solutions; Cas&Bklt edition, ISBN 0-9629942-7-8
- Фірейдон Батмангхелідж, Ви не хворі, у вас спрага (Азбука астми, алергії і вовчака) (2000); ABC of Asthma, Allergies and Lupus: Eradicate Asthma — Now!, Global Health Solutions, ISBN 0-9629942-6-X
- Фірейдон Батмангхелідж, Вода для здоров'я (, для лікування, для життя); Water For Health, For Healing, For Life (2003), Warner Books, ISBN 0-446-69074-0
- Фірейдон Батмангхелідж, Вода зцілює, ліки вбивають (як вода вилікувала людей від невиліковних хвороб); Water Cures: Drugs Kill: How Water Cured Incurable Diseases, (2003) Global Health Solutions, ISBN 0-9702458-1-5
- Фірейдон Батмангхелідж, Вода - натуральні ліки від ожиріння, рака, депресії; Obesity Cancer Depression; Their Common Cause & Natural Cure (2005) Global Health Solutions; ISBN 0-9702458-2-3